# Folkestone Invicta FC
Folkestone Invicta FC (celým názvem: Folkestone Invicta Football Club) je anglický fotbalový klub, který sídlí ve městě Folkestone v nemetropolitním hrabství Kent. Založen byl v roce 1936. Od sezóny 2016/17 hraje v Isthmian League Premier Division (7. nejvyšší soutěž). Klubové barvy jsou zlatá a černá.
Své domácí zápasy odehrává na stadionu Cheriton Road s kapacitou 4 000 diváků.

## Úspěchy v domácích pohárech
Zdroj: 
- FA Cup
  - 1. kolo: 2005/06
- FA Trophy
  - 3. kolo: 1998/99, 2000/01, 2003/04
- FA Vase
  - 4. kolo: 1997/98

## Umístění v jednotlivých sezonách
Stručný přehled
Zdroj: 
- 1990–1998: Kent Football League (Division One)
- 1998–1999: Southern Football League (Southern Division)
- 1999–2000: Southern Football League (Eastern Division)
- 2000–2003: Southern Football League (Premier Division)
- 2003–2004: Southern Football League (Eastern Division)
- 2004–2008: Isthmian League (Premier Division)
- 2008–2010: Isthmian League (Division One South)
- 2010–2011: Isthmian League (Premier Division)
- 2011–2016: Isthmian League (Division One South)
- 2016– : Isthmian League (Premier Division)

Jednotlivé ročníky
Zdroj: 
Legenda: Z - zápasy, V - výhry, R - remízy, P - porážky, VG - vstřelené góly, OG - obdržené góly, +/- - rozdíl skóre, B - body, červené podbarvení - sestup, zelené podbarvení - postup, fialové podbarvení - reorganizace, změna skupiny či soutěže
| Sezóny  | Liga                                 | Úroveň | Z  | V  | R  | P  | VG  | OG | +/-  | B   | Pozice |
| ------- | ------------------------------------ | ------ | -- | -- | -- | -- | --- | -- | ---- | --- | ------ |
| 2009/10 | Isthmian League (Division One South) | 8      | 46 | 28 | 8  | 6  | 54  | 23 | +331 | 82  | 2.     |
| 2010/11 | Isthmian League (Premier Division)   | 7      | 42 | 5  | 12 | 25 | 34  | 68 | -34  | 27  | 22.    |
| 2011/12 | Isthmian League (Division One South) | 8      | 40 | 23 | 7  | 10 | 82  | 53 | +29  | 76  | 4.     |
| 2012/13 | Isthmian League (Division One South) | 8      | 42 | 19 | 14 | 9  | 73  | 49 | +24  | 71  | 5.     |
| 2013/14 | Isthmian League (Division One South) | 8      | 46 | 27 | 8  | 11 | 102 | 59 | +43  | 89  | 2.     |
| 2014/15 | Isthmian League (Division One South) | 8      | 46 | 29 | 11 | 6  | 107 | 47 | +60  | 98  | 2.     |
| 2015/16 | Isthmian League (Division One South) | 8      | 46 | 36 | 6  | 4  | 102 | 34 | +68  | 114 | 1.     |
| 2016/17 | Isthmian League (Premier Division)   | 7      | 46 | 15 | 10 | 21 | 75  | 82 | -7   | 55  | 15.    |
| 2017/18 | Isthmian League (Premier Division)   | 7      | 46 | 25 | 10 | 11 | 104 | 71 | +33  | 85  | 4.     |
| 2018/19 | Isthmian League (Premier Division)   | 7      | 46 | 21 | 6  | 15 | 77  | 58 | +19  | 69  | 6.     |
| 2019/20 | Isthmian League (Premier Division)   | 7      | 32 | 18 | 8  | 6  | 60  | 34 | +26  | 62  | 4.     |
| 2020/21 | Isthmian League (Premier Division)   | 7      | 9  | 4  | 1  | 4  | 13  | 13 | 0    | 13  | 10.    |
| 2021/22 | Isthmian League (Premier Division)   | 7      | 42 | 20 | 12 | 10 | 85  | 62 | +23  | 72  | 6.     |
| 2022/23 | Isthmian League (Premier Division)   | 7      | 42 | 18 | 5  | 19 | 73  | 65 | +8   | 59  | 12.    |
| 2023/24 | Isthmian League (Premier Division)   | 7      | 42 | 13 | 11 | 18 | 60  | 71 | -11  | 50  | 16.    |